# Pasolini, un delitto italiano
Pasolini, un delitto italiano è un film del 1995 diretto da Marco Tullio Giordana.
Il film, che fu presentato in concorso alla 52ª Mostra internazionale d'arte cinematografica di Venezia, ricostruisce le vicende dell'omicidio di Pier Paolo Pasolini e del processo che ne seguì.

## Trama
Nella notte fra il 1º e il 2 novembre 1975 i Carabinieri di Ostia fermano ed arrestano un ragazzo che sta guidando a folle velocità un'Alfa Romeo 2000 GTV. Si tratta di Giuseppe Pelosi, 17 anni, già noto alle forze dell'ordine e detto "Pino la Rana", che viene accusato di aver ucciso il celebre regista, scrittore e poeta Pier Paolo Pasolini, in quanto l'auto su cui è stato trovato risulta di proprietà dell'intellettuale. Tutta l'Italia piange la scomparsa del cinquantatreenne Pasolini, inclusi i suoi amici: l'attore Ninetto Davoli, lo scrittore Alberto Moravia e il regista Sergio Citti.
Nel frattempo Pino Pelosi rilascia una dichiarazione: egli afferma di essersi trovato con Pasolini durante quella notte nell'auto del regista e di avere avuto con lui un rapporto di sesso orale. Successivamente, stando alle dichiarazioni di Pelosi, egli sarebbe uscito dall'auto per guardarsi attorno, venendo raggiunto da un Pasolini desideroso di un rapporto sessuale. Pelosi non avrebbe voluto accontentare l'uomo e si sarebbe ribellato, al che Pasolini lo avrebbe colpito ripetutamente con un bastone; ad un certo punto Pino avrebbe reagito colpendolo con un’insegna in legno, rompendogli la testa e diverse costole.
Successivamente Pelosi sarebbe fuggito a bordo dell'auto e, inavvertitamente, avrebbe ucciso Pasolini investendolo; prima di salire in macchina, afferma Pelosi, si sarebbe lavato le mani insanguinate ad una fontanella. Ciò si dimostrerà falso, perché al momento della cattura Pelosi non aveva le mani bagnate ed il volante dell'auto non presentava tracce né di sangue né di acqua. Un altro elemento caratterizzante sorge quando gli inquirenti della procura recuperano l'auto di Pasolini: un golfino era presente dentro la vettura e non apparteneva né al poeta né al ragazzo. Le indagini, a causa dell'incapacità dei membri della procura o per loro volontà, non vengono svolte correttamente, al punto che le prove del sangue sul tettuccio dell'Alfa Romeo vengono cancellate dalla pioggia, dopo che l'auto è stata lasciata allo scoperto durante un acquazzone.
Incaricato di occuparsi delle indagini, l'ispettore Pigna vorrebbe ulteriormente approfondire la vicenda, perciò chiede al suo diretto superiore di poter interrogare gli abituali frequentatori dell'imputato e alcuni abitanti dell'Idroscalo, inoltre vorrebbe effettuare una retata nel giro della prostituzione maschile della zona di Piazza dei Cinquecento; il dirigente però nega la sua autorizzazione criticando aspramente l'altro perché tendente a complicare la ricostruzione investigativa del delitto che invece a suo parere dovrebbe essere liquidato semplicemente come una tipica vicenda di rapporto omosessuale finito tragicamente.
Nel frattempo altri membri della procura ipotizzano che qualcuno degli amici di Pino Pelosi sia stato coinvolto.
Gli abitanti del lido di Ostia non vogliono rilasciare dichiarazioni, per paura o per il fatto che ritengono l'omosessualità qualcosa di abominevole e assolutamente condannabile. Secondo molti di loro quella notte Pasolini "se la cercò", cioè sarebbe stato egli stesso la causa della sua morte. Nei giorni a seguire, dato che tutto fa pensare che in sede processuale si possa assolvere l'imputato Pino Pelosi per "immaturità", i legali della famiglia del regista incaricano il medico legale Faustino Durante, stimato professionista, di svolgere una controperizia autoptica sul corpo di Pasolini nonché ulteriori analisi sulla sua auto.
In questo modo si scoprono nuovi particolari e il perito di parte, smentendo le false notizie divulgate dai telegiornali e dai quotidiani, giunge alla conclusione che, a causa della gravità delle condizioni del cadavere, debba essere invalidata la tesi accusatoria dell'imputato come unico responsabile dell'omicidio, facendo propendere al contrario per una più veritiera ipotesi di concorso con ignoti.
L'imputato, sotto consiglio di un suo amico carcerato, cambia avvocato, il quale si dedica anima e corpo a provare la sua innocenza, facendo apparire il minorenne come un perfetto immaturo. Ha luogo il processo, con il dottor Alfredo Carlo Moro come Presidente del Tribunale: Pelosi, totalmente inetto e inesperto (o cercando di apparire come tale, su consiglio del suo difensore), nega di aver agito con ignoti e ribadisce di essersi comportato violentemente con Pasolini durante la notte del 2 novembre 1975.
Intanto Trepalle, apparentemente cliente della bisca frequentata regolarmente da Pelosi e i suoi amici, in realtà poliziotto infiltrato nell'ambiente neofascista delle borgate romane, riesce a fornire i nominativi di alcuni ragazzi che si vantano di essere coinvolti nell’omicidio di Pasolini: “Braciola”, “Calabrone” e Johnny, detto "lo Zingaro"; secondo lui potrebbero essere i complici di Pino per l'omicidio del 2 novembre. Giunto col fratello minore ad un appuntamento con un pregiudicato di fuori Roma per accordarsi su una rapina da organizzare, "Braciola" rivela baldanzosamente di aver partecipato all'assassinio, ma l'incontro si rivela essere una trappola delle forze dell'ordine e i due consanguinei vengono arrestati; tuttavia, una volta che i ragazzi sono stati portati in commissariato, negano tutto, giustificandosi di aver mentito per vanità e rendendo così impossibile alla polizia la continuazione delle indagini per mancanza di prove. Nel frattempo vengono stampate le foto della nuova autopsia del cadavere di Pasolini, dato che le originali erano state manomesse o fatte sparire.
Durante la parte finale del processo, fermamente convinto che Pasolini sia stato ucciso da più persone e non dal solo Pelosi, il dott. Durante mostra le foto del cadavere alla Corte del Tribunale dei Minori. Basandosi sui dati ricavati dall'autopsia e sull'analisi dell'auto della vittima, il perito di parte sottolinea la contraddittorietà di alcuni particolari delle dichiarazioni di Pelosi, quindi ricostruisce la versione più verosimile della vicenda avvenuta la notte del 2 novembre. Pasolini, dopo aver incontrato Pino presso la stazione Termini, averlo invitato a salire in auto con lui ed avergli offerto una cena in una trattoria, lo conduce in auto al lido di Ostia. Lì il regista si leva gli occhiali e i due hanno un rapporto orale; successivamente Pasolini non si rimette gli occhiali. Nella nuova ricostruzione si ipotizza che la vittima sia stata tirata a forza fuori dall'auto e picchiata a sangue dai complici di Pino, mentre questi guardava la scena senza sporcarsi le mani. Pasolini avrebbe cercato quindi di fuggire, tamponandosi con la camicia la ferita subita alla testa, ma sarebbe stato raggiunto e massacrato dagli aggressori con la tavoletta di legno, ritrovata poi sul posto. Nonostante le violenze subite lo scrittore era ancora in vita, allora qualcuno degli assalitori, alla guida dell'auto dell'aggredito, investiva intenzionalmente la vittima, sfondandole il torace e provocandole un arresto cardiaco; la volontarietà dell'atto sarebbe dimostrata dall’inclinazione delle tracce dello pneumatico sul corpo di Pasolini.
I reperti ematici sul tettuccio dell'Alfa Romeo avrebbero potuto quindi essere stati lasciati da un compare di Pelosi, dato che le mani di quest'ultimo risultavano pulite, benché avesse schizzi di sangue di Pasolini sulla camicia e sui pantaloni. Riguardo al fatto che Pino avesse una ferita sulla fronte, questa non sarebbe stata inflitta da percosse con arti od oggetti contundenti - da lui attribuiti alla vittima - ma perché durante la fuga, inseguito dalla polizia, Pelosi frenava bruscamente andando a sbattere la testa contro il parasole, lasciandovi quindi tracce del suo sangue. 
La famiglia di Pasolini rinuncia alla richiesta di un risarcimento e Pelosi, la mattina del 26 aprile 1976, viene condannato in primo grado per "omicidio volontario in concorso con ignoti" alla pena di 9 anni di carcere.
Poco tempo dopo l'avvocato della famiglia Pasolini si rende conto che la Procura Generale ha impedito la riapertura del caso per verificare più accuratamente la presenza e l'identità di tali ignoti durante la notte del 2 novembre 1975, dato che i sospettati erano stati rilasciati per carattere evasivo e mancanza di prove. Il permesso all'avvocato di intervenire sul caso viene però revocato e tutti i documenti della vicenda, inclusi oggetti e apparecchi ritrovati sul luogo del delitto di Pasolini, vengono chiusi in una scatola e archiviati per sempre.

## Produzione

### Cast
Per la parte del protagonista Giuseppe Pelosi fu scelto Carlo De Filippi, detto Carletto, nato a Roma il 2 novembre 1973 (esattamente due anni prima del delitto Pasolini), che aveva già lavorato come comparsa in Mery per sempre di Marco Risi (1989). Il 25 novembre 1996, un anno dopo l'uscita del film di Giordana, il ventitreenne De Filippi morì in un giardino pubblico di Roma per overdose.